# Erissus validus
Espèce
Erissus validus est une espèce d'araignées aranéomorphes de la famille des Thomisidae.

## Distribution
Cette espèce se rencontre au Brésil et au Pérou.

## Description
La femelle holotype mesure 13 mm.

## Publication originale
- Simon, 1895 : Descriptions d'arachnides nouveaux de la famille des Thomisidae. Annales de la Société entomologique de Belgique, vol. 39, p. 432-443 (texte intégral).